# George Petherbridge
George Ernest Petherbridge (19 de mayo de 1927 – 4 de marzo de 2013) fue un jugador de fútbol profesional que jugó para el Bristol Rovers durante diecisiete años, desde 1945 a 1962. 

## Biografía
Jugó en la posición de Extremo para el Bristol haciendo un total de 457 apariciones en la Football League, y un total de 496 en todas las competiciones, marcando un total de 85 goles en liga y siete en copa. Tras terminar su carrera profesional con los Rovers, salió de la Football League para unirse al Salisbury en 1962, y posteriormente en 1963 una corta experiencia con el Falmouth Town en la South Western League haciendo un total de 20 apariciones y 9 goles.

## Muerte
George Petherbridge falleció el 4 de marzo de 2013, a la edad de 85 años.

## Clubes
| Club                 | País       | Año         |
| -------------------- | ---------- | ----------- |
| Bristol Rovers       | Inglaterra | 1945 - 1962 |
| Salisbury            | Inglaterra | 1962 - 1963 |
| Falmouth Town A.F.C. | Inglaterra | 1963 - 1964 |